# Хатчисон, Дженнифер
Дженнифер Хатчисон (англ. Gennifer Hutchison; род. 19 июля 1977 года в Конкорде, Массачусетсе) — американская телесценаристка. Наиболее известна своей работой в команде сценаристов сериала «Во все тяжкие», за которую она дважды была награждена премией Гильдии сценаристов США в 2012 и 2013 году. По окончании сериала, продолжила сотрудничество с Винсом Гиллиганом в работе над его следующим проектом «Лучше звоните Солу», за который также была номинирована на премию Гильдии сценаристов США в 2016 году.  До сериала «Во все тяжкие» Дженнифер Хатчисон успела поучаствовать в создании телесериалов «Одинокие стрелки», «Секретные материалы», «Звёздный путь: Энтерпрайз», «Анатомия страсти» и «Безумцы».
Замужем за Эндрю Ортнером — ассоциированным продюсером и супервайзером по пост-продакшну, с которым она познакомилась на съёмках первого сезона «Во все тяжкие».